# 入江莞爾
入江 莞爾（いりえ かんじ、1889年（明治22年）1月15日 - 1965年（昭和40年）12月3日）は、大日本帝国陸軍軍人。最終階級は陸軍少将。功四級

## 経歴
1889年（明治22年）に広島県で生まれた。陸軍士官学校第23期卒業。1937年（昭和12年）3月5日に独立野砲兵第11連隊長（支那駐屯軍・独立混成第11旅団）に就任し、日中戦争に出動。11月1日に陸軍砲兵大佐進級と同時に独立高射砲第11連隊に転じ、1938年（昭和13年）8月1日に陸軍防空学校教官、12月10日に陸軍防空学校幹事を歴任した。
1940年（昭和15年）8月1日に陸軍少将進級と同時に東部軍兵器部長に着任。1941年（昭和16年）7月19日に東京第1防空隊司令官に転じ、11月19日に東部防空旅団長、1942年（昭和17年）5月4日に千葉陸軍防空学校長を経て、1944年（昭和19年）8月22日に名古屋高射砲隊司令官に就任した。1945年（昭和20年）5月5日に高射砲第2師団長に就任し、名古屋で防空の任に就いた。
1947年（昭和22年）11月28日、公職追放仮指定を受けた。